# Verem (csapda)

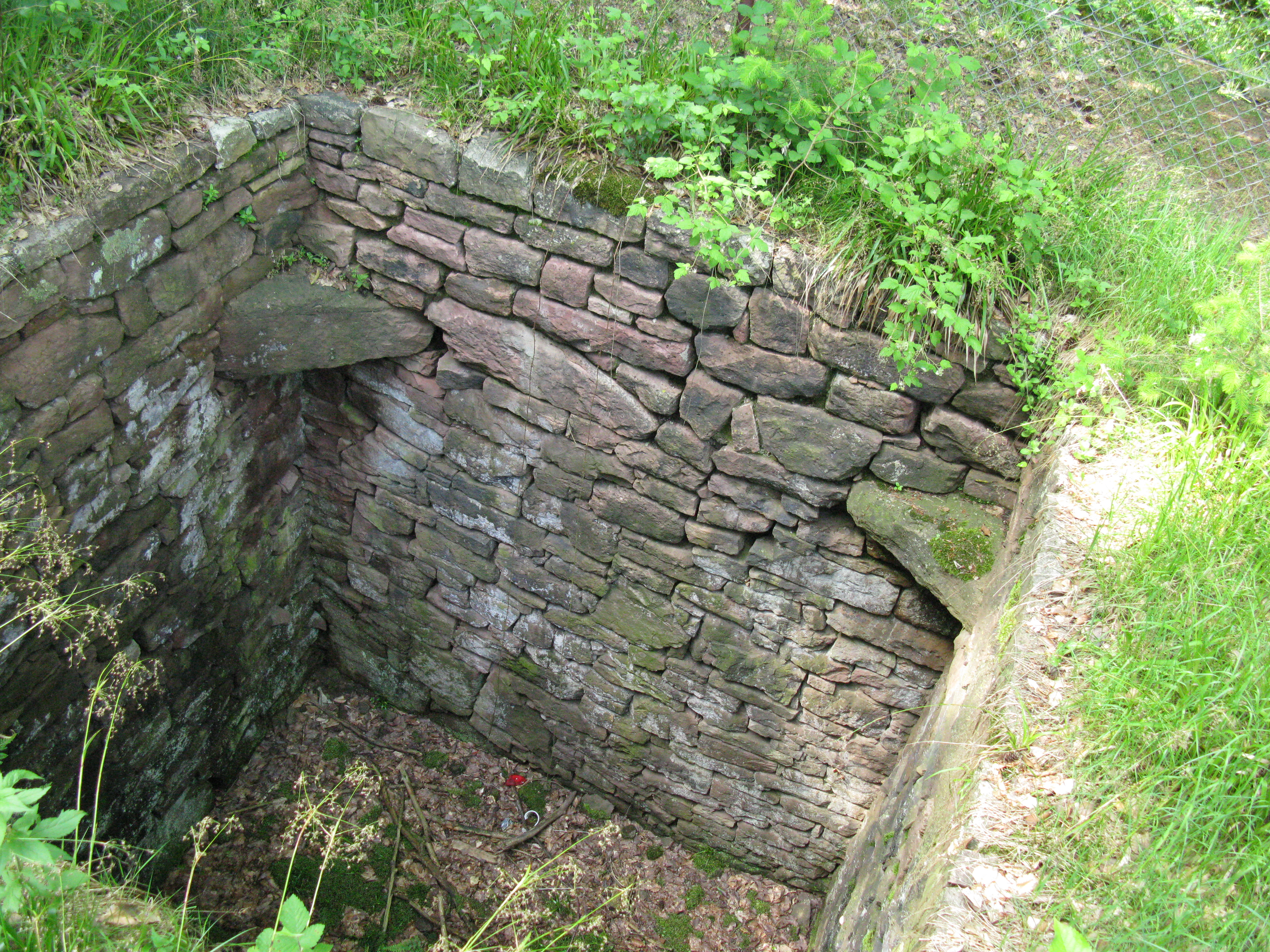
Farkasok elfogására használt verem a bajorországi Hohenwart közelében

A verem a földbe ásott, álcázott mély gödörből álló egyszerű csapda, amely vadak, esetleg katonai konfliktusban ellenséges harcosok elfogására, esetleg megölésére használatos. A verem készítésekor olyan mélységű gödröt készítenek, amelyből a foglyul ejteni kívánt állat vagy ember nem tud kimászni, és felugorva sem tudja elérni a gödör peremét. Ezután a verem tetejét vékony ágakkal befedik, majd lombokkal, esetleg aljnövényzettel álcázzák. Az álcázásnak része az is, hogy a gödörből kitermelt földet feltűnés nélkül kell elhelyezni. A veremcsapda működési elve az, hogy a foglyul ejteni kívánt vad vagy személy a csapda tetejére lép, ami a súly alatt beszakad, és a vad vagy az ellenség beleesik a csapdába. Ennek megfelelően a vermet célszerű olyan helyre ásni, ahol a kiszemelt zsákmány gyakran megfordul. Néha a csapda tetején valami csalogató tárgyat (élelmet) is elhelyeznek. A verem tetejét megfelelőképpen kell méretezni. Ha például egy vaddisznó elejtése a cél, a verem tetejének egy arra járó nyúl alatt nem szabad beszakadnia. Ha a zsákmány megölése, nem pedig elfogása a cél, a verem aljára néha hegyes karókat tesznek, amik felnyársalják a nagy magasságból beeső állatot.
A verem szónak ezt a jelentését a Biblia is tükrözi, a Példabeszédek könyvében, és ez a szakasz „Aki másnak vermet ás, maga esik bele” alakban közmondásként is él.